# Degeberg
Degeberg är en herrgård och ett säteri i Rackeby socken, Västergötland, vid Vänern.

## Historik
Edward Nonnen köpte herrgården 1828 inköpte, han öppnade där 1834 det första lantbruksinstitutet i Skandinavien. Rikets ständer hade 1834 för detta ändamål beviljat honom ett årligt statsanslag.Eleverna var indelade i två klasser, av vilka den högre upphörde 1853 och den lägre, som var en föregångare till de lägre lantbruksskolorna, nedlades vid Nonnens död, 1862. Efter Nonnens död såldes säteriet till Degeberg hörande Stensholmens säteri, men Degeberg sköttes för sterbhusets räkning till 1895, då det såldes. 
Vid sekelskiftet 1900 hade herrgården 3 mantal. Till gården hörde då dessutom 3/4 mantal frälsejord, 1/2 mantal kronoskattejord och 3/8 mantal kronojord. Hela arealen utgjorde 521,29 hektar, varav 9,87 hektar park och trädgård.